# دلفین الوارز
دلفین الوارز (انگلیسی: Delfín Álvarez; ۱۴ ژوئیهٔ ۱۹۳۶ – ۲۹ اوت ۲۰۱۵) بازیکن فوتبال اهل اسپانیا بود.
از باشگاه‌هایی که در آن بازی کرده‌است می‌توان به باشگاه فوتبال اسپانیول، باشگاه فوتبال گرانادا، باشگاه فوتبال رئال مادرید کاستیا، و باشگاه فوتبال رئال مورسیا اشاره کرد.